# Desoxiadenosina trifosfato
La desoxiadenosina trifosfato (o trifosfato de desoxiadenosina, abreviadamente dATP del inglés «deoxyadenosine triphosphate») es un desoxirribonucleótido. Concretamente, es el nucleótido precursor utilizado en la célula para incorporar la base nitrogenada adenina al ADN durante el proceso de replicación de éste.